# Episodi di Devilman
L'adattamento in anime del manga Devilman è composta da 39 episodi mandati in onda sulla rete televisiva NET (ora TV Asahi) tra il 1972 ed il 1973.

## Episodi
| Nº | Titolo italiano Giapponese 「Kanji」 - Rōmaji                                                          | In onda           | In onda |
| Nº | Titolo italiano Giapponese 「Kanji」 - Rōmaji                                                          | Giapponese        |         |
| 1  | La tribù dei demoni 「悪魔族復活」 - akuma zoku fukkatsu                                               | 8 luglio 1972     |         |
| 2  | Madame Shilaine, il mostro 「妖鳥シレーヌ」 - yō tori shirenu                                          | 15 luglio 1972    |         |
| 3  | Geruge, il mostro degli inferi 「妖獣ゲルゲ」 - yōjū geruge                                            | 29 luglio 1972    |         |
| 4  | Zanin generale dei demoni 「魔将軍ザンニン」 - ma shōgun zannin                                        | 5 agosto 1972     |         |
| 5  | Zoldover il vampiro 「眠れる美女ゾルドバ」 - nemure ru bijo zorudoba                                   | 12 agosto 1972    |         |
| 6  | La testa di Rockfel 「ロクフェルの首」 - rokuferu no kubi                                              | 19 agosto 1972    |         |
| 7  | L'odio di Zool 「恐怖の人形使いズール」 - kyōfu no ningyō tsukai zuru                                  | 26 agosto 1972    |         |
| 8  | Yamon e Bawoo 「イヤモンとバウウ」 - iyamon to baū                                                     | 2 settembre 1972  |         |
| 9  | Gondoroma e gli animali 「脳波妖獣ゴンドローマ」 - nōha yōjū gondoroma                                 | 9 settembre 1972  |         |
| 10 | I tre fratelli Gan 「妖獣ガンデエ眼が歩く」 - yōjū gandee me ga aruku                                  | 16 settembre 1972 |         |
| 11 | Il fiore misterioso 「真紅の妖花ラフレール」 - shinku no yō hana rafureru                              | 23 settembre 1972 |         |
| 12 | Fiam, la regina del fuoco 「火炎妖獣ファイアム」 - kaen yōjū faiamu                                    | 30 settembre 1972 |         |
| 13 | La rabbia di Mermaime 「誇り高きマーメイム」 - hokori takaki mameimu                                   | 7 ottobre 1972    |         |
| 14 | Sfida alla terra dei ghiacci 「氷の国への挑戦」 - koori no kuni heno chōsen                            | 14 ottobre 1972   |         |
| 15 | Il mostro del francobollo 「切手妖獣ダゴン」 - kitte yōjū dagon                                        | 21 ottobre 1972   |         |
| 16 | L'ipnosi diabolica 「闇に棲む妖獣ジェニー」 - yami ni sumu yōjū jieni                                  | 28 ottobre 1972   |         |
| 17 | Bera, la strega della discordia 「銀色の魔矢子」 - gin'iro no ma ya ko                                 | 4 novembre 1972   |         |
| 18 | Ebain, dalle mille braccia 「妖獣エバイン千本の腕」 - yōjū ebain senbon no ude                         | 11 novembre 1972  |         |
| 19 | I manichini di Damon 「妖獣アダル 人形作戦」 - yōjū adaru ningyō sakusen                               | 18 novembre 1972  |         |
| 20 | Addio fantasma Dorango! 「さらば妖獣ドランゴ」 - saraba yōjū dorango                                   | 25 novembre 1972  |         |
| 21 | Doro, il divoratore di uomini 「妖獣ドローは人間が好き」 - yōjū doro ha ningen ga suki                 | 2 dicembre 1972   |         |
| 22 | Mugal e Muzan 「妖獣ムガール 幻影の魔術師」 - yōjū mugaru gen'ei no majutsushi                         | 9 dicembre 1972   |         |
| 23 | Il Generale Del Villaggio Degli Uccelli 「妖獣ベラ チベットの怪」 - yōjū bera chibetto no kai          | 16 dicembre 1972  |         |
| 24 | Jacon il mostro 「妖獣ジャコン 生きている幽霊」 - yōjū jakon iki teiru yūrei                           | 23 dicembre 1972  |         |
| 25 | Muzan... il generale dei demoni 「妖将軍ムザン 学園大襲撃」 - yō shōgun muzan gakuen dai shūgeki       | 30 dicembre 1972  |         |
| 26 | Dodo 「白銀の妖獣ララ」 - hakugin no yōjū rara                                                         | 6 gennaio 1973    |         |
| 27 | Gioiello... alleato di Zenon 「妖獣ジュエル 果てなき欲望」 - yōjū jueru hate naki yokubō               | 13 gennaio 1973   |         |
| 28 | Miniyol... un avversario pericoloso 「妖獣ミニヨン 悪魔のペンダント」 - yōjū miniyon akuma no pendanto | 20 gennaio 1973   |         |
| 29 | Il mistero della collana 「妖獣ケネトス 謎のネックレス」 - yōjū kenetosu nazo no nekkuresu             | 27 gennaio 1973   |         |
| 30 | L'incantesimo di Faisel 「妖獣ファイゼル 影に狂う」 - yōjū faizeru kage ni kurū                        | 3 febbraio 1973   |         |
| 31 | Kilski: il boia ubriacone 「妖獣キルスキイ 真紅の旋風」 - yōjū kirusukii shinku no senpū               | 10 febbraio 1973  |         |
| 32 | Aurora: una nemica accecante 「妖獣オーロラ 輝く牢獄」 - yōjū orora kagayaku rōgoku                    | 17 febbraio 1973  |         |
| 33 | Weters: un avversario imprevedibile 「妖獣ウェザース 太陽の反乱」 - yōjū uezasu taiyō no hanran        | 24 febbraio 1973  |         |
| 34 | Alron e il cappotto che strangola 「妖獣アルロン 恐怖のマキシ」 - yōjū aruron kyōfu no makishi         | 3 marzo 1973      |         |
| 35 | La ragazza del tempo 「妖元帥レイコック 凍れる学園」 - yō gensui reikokku koore ru gakuen              | 10 marzo 1973     |         |
| 36 | Magdora: il vulcano vivente 「妖獣マグドラー 空飛ぶ溶岩」 - yōjū magudora kūhi bu yōgan                | 17 marzo 1973     |         |
| 37 | Wuduu il mostro 「妖獣ウッドドウ 怒れる緑」 - yōjū uddodō ikare ru midori                              | 24 marzo 1973     |         |
| 38 | Alta Marea: terrore sulla città 「妖獣ドリムーン 月は地獄だ！」 - yōjū dorimun gatsu ha jigoku da!     | 31 marzo 1973     |         |
| 39 | Godman e la Torre di Babele 「妖獣ゴッド 神の奇蹟」 - yōjū goddo kami no kiseki                        | 7 aprile 1973     |         |